# Li Ting (tennisspelare)
Li Ting (kinesiska: 李婷; pinyin: Lǐ Tíng), född den 5 januari 1980 i Hebei, är en kinesisk tennisspelare.
Hon tog OS-guld i damernas dubbelturnering i samband med de olympiska tennisturneringarna 2004 i Aten.